# Hardly Art
Hardly Art es un sello discográfico independiente estadounidense ubicado en Seattle, Washington. Fundado a principios de 2007 por Sub Pop Records, Hardly Art está dirigida por tres empleados que trabajan a tiempo completo y es distribuida por Alternative Distribution Alliance (ADA) y Sub Pop. El nombre de la discográfica proviene de una letra de la canción "No Culture Icons" de Thermals. En 2016, el sello fue premiado por sus contribuciones a la música independiente con una nominación al premio Genius de The Stranger.

## Artistas seleccionados
- Arthur & Yu
- The Beets
- Carissa's Wierd
- Chastity Belt
- Colleen Green
- Dude York
- Fergus & Geronimo
- Gazebos
- Gem Club
- Grave Babies
- Hunx and His Punx
- Ian Sweet[5]
- Jenn Champion
- Lala Lala
- La Luz
- La Sera
- Le Loup
- Protomartyr
- S
- Seapony
- Shannon and the Clams
- Tacocat
- The Dutchess & the Duke
- The Julie Ruin
- The Moondoggies
- The Sandwitches
- Versing

## Historial de versiones
| Artistas                            | Títulos                                                                                      | Año  |
| ----------------------------------- | -------------------------------------------------------------------------------------------- | ---- |
| Arthur & Yu                         | In Camera                                                                                    | 2007 |
| Le Loup                             | The Throne of the Third Heaven of the Nations' Millennium General Assembly                   | 2007 |
| The Dutchess & the Duke             | She's the Dutchess, He's the Duke                                                            | 2008 |
| The Moondoggies                     | Don't Be A Stranger                                                                          | 2008 |
| The Moondoggies                     | Record Store Day EP                                                                          | 2009 |
| The Pica Beats                      | Beating Back the Claws of the Cold                                                           | 2008 |
| Pretty & Nice                       | Get Young                                                                                    | 2008 |
| Talbot Tagora                       | Lessons in the Woods or a City                                                               | 2009 |
| Le Loup                             | Family                                                                                       | 2009 |
| The Dutchess & the Duke             | Sunset/Sunrise                                                                               | 2009 |
| V/A                                 | Amazon Sampler                                                                               | 2009 |
| Golden Triangle                     | Double Jointer                                                                               | 2010 |
| Unnatural Helpers                   | Sunshine/Pretty Girls                                                                        | 2010 |
| Unnatural Helpers                   | Cracked Love & Other Drugs                                                                   | 2010 |
| Golden Triangle/The Fresh and Onlys | Split 7"                                                                                     | 2010 |
| Carissa's Wierd                     | They'll Only Miss You When You Leave: Songs 1996-2003                                        | 2010 |
| Carissa's Wierd                     | Die                                                                                          | 2010 |
| V/A                                 | Amazon Sampler                                                                               | 2010 |
| The Moondoggies                     | You'll Find No Answers Here EP                                                               | 2010 |
| Woven Bones                         | I've Gotta Get b/w Hey Kid                                                                   | 2010 |
| The Moondoggies                     | Tidelands                                                                                    | 2010 |
| Carissa's Wierd                     | Ugly But Honest                                                                              | 2010 |
| Carissa's Wierd                     | You Should Be at Home Here                                                                   | 2010 |
| Carissa's Wierd                     | Songs About Leaving                                                                          | 2010 |
| Fergus & Geronimo                   | Never Satisfied b/w Turning Blue                                                             | 2010 |
| La Sera                             | Never Come Around b/w Behind Your Eyes                                                       | 2010 |
| The Moondoggies                     | It's a Shame, It's a Pity                                                                    | 2010 |
| Carissa's Wierd                     | Scrap Book                                                                                   | 2010 |
| Carissa's Wierd                     | I Before E                                                                                   | 2010 |
| Fergus & Geronimo                   | Unlearn                                                                                      | 2011 |
| La Sera                             | Devil Hearts Grow Gold b/w Dedicated to the One I Love                                       | 2011 |
| La Sera                             | La Sera                                                                                      | 2011 |
| Colleen Green                       | Green One EP                                                                                 | 2011 |
| Dizzy Eyes                          | Let's Break Up the Band                                                                      | 2011 |
| Circle Pit                          | Slave b/w Honey                                                                              | 2011 |
| Hunx & His Punx                     | Too Young to Be in Love                                                                      | 2011 |
| Seapony                             | Dreaming                                                                                     | 2011 |
| Seapony                             | Go With Me                                                                                   | 2011 |
| Jacuzzi Boys                        | Glazin'                                                                                      | 2011 |
| Gold Leaves                         | The Ornament                                                                                 | 2011 |
| Gem Club                            | Breakers                                                                                     | 2011 |
| Unnatural Helpers                   | Land Grab                                                                                    | 2012 |
| Shimmering Stars                    | Violent Hearts                                                                               | 2011 |
| Carissa's Wierd                     | Tucson                                                                                       | 2011 |
| Grave Babies                        | Pleasures                                                                                    | 2011 |
| Xray Eyeballs                       | Sundae                                                                                       | 2011 |
| The Beets                           | Let the Poison Out                                                                           | 2011 |
| Hunx & His Punx                     | Mr. Lemonade                                                                                 | 2011 |
| The Sandwitches                     | The Pearl                                                                                    | 2011 |
| Seapony                             | Sailing                                                                                      | 2011 |
| La Sera                             | Sees the Light                                                                               | 2012 |
| Hunx                                | Hairdresser Blues                                                                            | 2012 |
| Magic Trick                         | Ruler of the Night                                                                           | 2012 |
| Black Marble                        | Weight Against the Door                                                                      | 2012 |
| Tacocat                             | Take Me to Your Dealer                                                                       | 2012 |
| Fergus & Geronimo                   | Funky Was the State of Affairs                                                               | 2012 |
| Grave Babies                        | Gothdammit                                                                                   | 2012 |
| K-Holes                             | Dismania                                                                                     | 2012 |
| Broken Water                        | Tempest                                                                                      | 2012 |
| Deep Time                           | Deep Time                                                                                    | 2012 |
| Seapony                             | Falling                                                                                      | 2012 |
| Black Marble                        | A Different Arrangement                                                                      | 2012 |
| V/A                                 | Amazon Sampler                                                                               | 2012 |
| Colleen Green                       | Sock it to Me                                                                                | 2013 |
| Lost Animal                         | Ex Tropical                                                                                  | 2013 |
| Grave Babies                        | Crusher                                                                                      | 2013 |
| We Are Loud Whisperers              | Suchness                                                                                     | 2013 |
| Shannon and the Clams               | Dreams in the Rat House                                                                      | 2013 |
| Hausu                               | Total                                                                                        | 2013 |
| The Moondoggies                     | Adios I'm a Ghost                                                                            | 2013 |
| Jacuzzi Boys                        | Double Vision                                                                                | 2013 |
| Hunx & His Punx                     | Street Punk                                                                                  | 2013 |
| Jacuzzi Boys                        | Jacuzzi Boys                                                                                 | 2013 |
| The Beets                           | Play Silver Nickels and Golden Dimes Single                                                  | 2013 |
| La Luz                              | It's Alive                                                                                   | 2013 |
| V/A                                 | Amazon Sampler                                                                               | 2013 |
| La Luz                              | Damp Face EP                                                                                 | 2013 |
| Gem Club                            | In Roses                                                                                     | 2014 |
| Tacocat                             | NVM                                                                                          | 2014 |
| Protomartyr                         | Under Color Of Official Right                                                                | 2014 |
| La Sera                             | Hour of the Dawn                                                                             | 2014 |
| S                                   | Cool Choices                                                                                 | 2014 |
| Colleen Green                       | I Want to Grow Up                                                                            | 2015 |
| Chastity Belt                       | Time to Go Home                                                                              | 2015 |
| Grave Babies                        | Holographic Violence                                                                         | 2015 |
| La Luz                              | Weirdo Shrine                                                                                | 2015 |
| Protomartyr                         | A Half of Seven                                                                              | 2015 |
| Protomartyr                         | The Agent Intellect                                                                          | 2015 |
| Gazebos                             | Die Alone                                                                                    | 2016 |
| Tacocat                             | Lost Time                                                                                    | 2016 |
| La Luz                              | Damp Face EP (vinyl)                                                                         | 2016 |
| IAN SWEET                           | IAN SWEET EP                                                                                 | 2016 |
| The Julie Ruin                      | Hit Reset                                                                                    | 2016 |
| Jenn Champion                       | No One EP                                                                                    | 2016 |
| IAN SWEET                           | Shapeshifter                                                                                 | 2016 |
| The Moondoggies                     | Don't Be a Stranger (vinyl)                                                                  | 2016 |
| Dude York                           | Sincerely                                                                                    | 2017 |
| Various Artists                     | Hardly Released: Bedroom Recordings, Demos, Rarities, Unreleased and Widely Ignored Material | 2017 |
| Chastity Belt                       | I Used to Spend So Much Time Alone                                                           | 2017 |
| Dick Stusso                         | In Heaven                                                                                    | 2018 |
| La Luz                              | Floating Features                                                                            | 2018 |
| Jenn Champion                       | Single Rider                                                                                 | 2018 |
| Lala Lala                           | The Lamb                                                                                     | 2018 |
| Ian Sweet                           | Crush Crusher                                                                                | 2018 |
| Dude York                           | Happy in the Meantime EP                                                                     | 2019 |
| Shana Cleveland                     | Night of the Worm Moon                                                                       | 2019 |
| Versing                             | 10000                                                                                        | 2019 |
| Julia Shapiro                       | Perfect Vision                                                                               | 2019 |
| Girl Friday                         | Fashion Conman EP                                                                            | 2019 |
| Dude York                           | Falling                                                                                      | 2019 |
| Jenn Champion                       | Turn Up the Radio                                                                            | 2019 |
| Chastity Belt                       | Chastity Belt                                                                                | 2019 |
| Lala Lala                           | Sleepyhead                                                                                   | 2019 |
| Whitmer Thomas                      | Songs from the Golden One                                                                    | 2020 |